# Khomārābād
Khomārābād (persiska: خمار آباد) är en ort i Iran.   Den ligger i provinsen Teheran, i den centrala delen av landet, 50 km söder om huvudstaden Teheran. Khomārābād ligger 877 meter över havet och antalet invånare är 152.
Terrängen runt Khomārābād är platt.Runt Khomārābād är det tätbefolkat, med 276 invånare per kvadratkilometer. Närmaste större samhälle är Varamin, 19,4 km öster om Khomārābād. Trakten runt Khomārābād är ofruktbar med lite eller ingen växtlighet.